# Drymonema
Drymonema is een geslacht van schijfkwallen dat voorheen in de familie Cyaneidae geplaatst werd. In 2010 werd dit geslacht door Keith M. Bayha en Michael N. Dawson in de nieuwe familie Drymonematidae geplaatst. Het geslacht telt drie soorten die leven in de Atlantische Oceaan en de Middellandse Zee.

## Soorten
- Drymonema dalmatinum Haeckel, 1880
- Drymonema gorgo F. Müller, 1883
- Drymonema larsoni Bayha & Dawson, 2010